# Pontonnaja
Pontonnaja (ros. Понтонная) – przystanek kolejowy w miejscowości Petersburg, w Rosji. Położony jest na linii Petersburg - Mga.